# Francesco (vescovo di Acqui)
Francesco (... – 1380) è stato un vescovo cattolico italiano, vescovo di Acqui dal 1373 o dal 1379 alla sua morte.

## Biografia
Per quanto gli storici siano concordi nel ritenere che a succedere a Giacomo d'Incisa alla cattedra episcopale acquese ci sia stato un vescovo di nome Francesco, per via della scarsezza delle fonti non c'è accordo sul periodo in cui quest'ultimo avrebbe retto la diocesi di Acqui. 
Secondo Konrad Eubel Francesco, precedentemente priore della diocesi di Foligno, fu nominato vescovo di Acqui da papa Gregorio XI il 21 novembre 1373. Questa informazione però non è accettata dagli altri storici: Ravera, appoggiandosi a Ferdinando Ughelli, e Biorci ritiene infatti che Giacomo resse la diocesi fino al 1379 e che Francesco venne nominato dall'antipapa Clemente VII vescovo nello stesso anno. 
Sulla data della morte gli storici tendono a concordare sul 1380. 
A dare forza all'ipotesi di un breve episcopato di Francesco ci sono due elementi: la totale assenza di documentazione a suo nome, coerente con un solo anno da vescovo e l'indicazione nella sala delle effigi del palazzo vescovile di Acqui che riporta l'intervallo 1379-1380.